# Thomas Ferebee

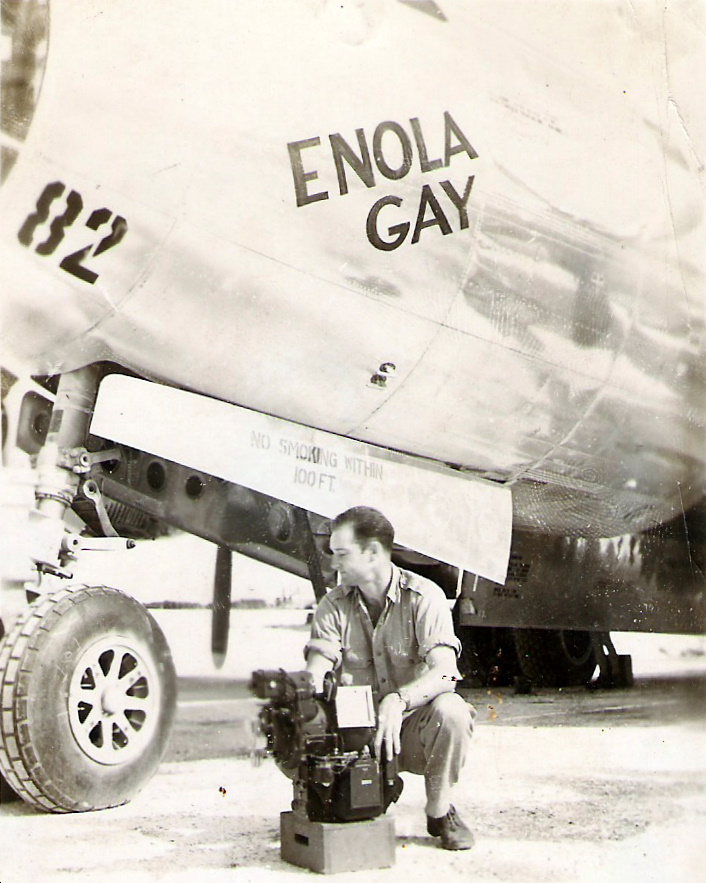
Thomas Ferebee framför Enola Gay

Thomas Wilson Ferebee, född 9 november 1918 i Mocksville, North Carolina, död 16 mars 2000 i Windermere, Florida av cancer i bukspottkörteln, var bombfällare på Enola Gay, den amerikanska B-29:a som släppte atombomben över Hiroshima.
Thomas Ferebee har fått utstå mycket över åren från bland annat studenter om hans stora del i historien[källa behövs]. Hans fru Mary Ann Conrad Ferebee ville efter hans död påpeka att han var en helt vanlig man som också sådde en trädgård och fiskade abborre med sina söner.
Ferebee var också helt ovetande att den B-29:a han flög den 6 augusti 1945 bar världens första atombomb. Han trodde det var ett helt vanligt bombuppdrag. När Enola Gays befälhavare, Paul Tibbets, hade genomgång med besättningen om uppdraget sov Ferebee. Det var inte ovanligt att en bombfällare tog sig en tupplur i början på en bombflygsfärd för att vara utvilad när man skulle vara framme vid bombmålet.
Enligt andra i besättningen hade Ferebee skrikit "-Bomb away" när bomben hade släppts, vilket får anses som den klassiska repliken på den första atombombsfällningen.